# Референдум в Швейцарии по контролю за заболеваемостью (1913)
Референдум в Швейцарии по контролю за заболеваемостью проходил 4 мая 1913 года. Избирателей спрашивали, одобряют ли они введение поправок в статьи Конституции 31 II, lit d и 69, которые определяли контроль за заболеваемостью человека и животных. Предложение было одобрено 60,3% голосов избирателей и большинством кантонов.

## Избирательная система
Конституционный референдум был обязательными, для его одобрения было необходимо двойное большинство.

## Результаты
| Выбор                                | Общее голосование | Общее голосование | Кантоны | Кантоны | Кантоны |
| Выбор                                | Голосов           | %                 | Полных  | Полу-   | Всего   |
| ------------------------------------ | ----------------- | ----------------- | ------- | ------- | ------- |
| За                                   | 169 012           | 60,3              | 15      | 5       | 17,5    |
| Против                               | 111 163           | 39,7              | 4       | 1       | 4,5     |
| Пустых бюллетеней                    | 16 409            | –                 | –       | –       | –       |
| Недействительных бюллетеней          | 7 622             | –                 | –       | –       | –       |
| Всего                                | 304 206           | 100               | 19      | 6       | 22      |
| Зарегистрированных избирателей/ Явка | 844 175           | 36,0              | –       | –       | –       |
| Источник: Nohlen & Stöver            |                   |                   |         |         |         |